# ニシオカ・ト・ニール
ニシオカ・ト・ニール（1980年7月20日 - ）は、日本の脚本家、演出家、女優。
劇団「カミナリフラッシュバックス」主宰。株式会社アンドリーム所属。北海道札幌市出身。

## 来歴
2004年にカミナリフラッシュバックスを立ち上げ、全ての作品の脚本演出を手掛ける。
尚、芸名の由来は、高校時代の同級生がつけた愛称からである。

## 主な作品

### カミナリフラッシュバックス
- 第1回公演「危い土曜日」（2004年）脚本・演出・出演
- 第2回公演「男まつり」（2005年）脚本・演出・出演
- 第3回公演「女子プロ」（2006年）脚本・演出・出演
- 第4回公演「復刻！GS～グループサウンズ～」（2006年）脚本・演出・出演
- 第5回公演「下宿屋ロマンポルノ」（2007年）脚本・演出・出演
- 番外コントライブ「人見知り」（2008年）脚本・演出・出演
- 特別企画「死刑について」（2008年）出演
- 番外コントライブ「無一文」（2009年）脚本・演出・出演
- 第6回公演「パンセク♡」（2018年）脚本・演出・出演

### 女魂女力シリーズ
- 女魂女力其の壱「しじみちゃん」（2010年）脚本・演出・出演
- 女魂女力其の弐「渚のはなし」（2011年）脚本・演出・出演

### カミナリフラッシュバックスと、まの。
- Stage1「お部屋の秘密」（2014年）脚本・演出・出演
- Stage2「自己中カルテット」（2014年）脚本・演出・出演
- Stage3「自己中カルテット～北名阪ツアーバージョン」（2015年）脚本・演出・出演
- Stage4「ことし、さいあくだった人」（2015年）脚本・演出・出演

### 外部公演
- Thee Kids are alright　曖昧ブルース(2004年)　脚本・演出・出演
- ENBUゼミ村上大樹クラス　早春ヤングメン(2004年)　出演
- TEAM Japan SPEC　爆発物処理班　朝比奈(2004年)　出演
- spacenoid live 鼓上皀「石神井ハウス日記」(2006年)　出演
- spacenoid live 白日鼠(2006年)　出演
- HulaーHooper 「嘘かもしれないけど、オリジナル」(2006年)　出演
- SUGAR BOY 「maniacs」(2008年)　出演
- spacenoid live 険道神(2008年)　出演
- spacenoid presents 「1983715」(2009年)　出演
- ゴジゲン第7回公演　「ハッピーエンドクラッシャー」(2009年)　出演
- 神保町花月　エチュ1チャンピオンズリーグ　出演(2009年)　出演
- 演劇ユニットリッチ「新宿黄金狂詩曲～しんじゅくゴールデンラプソディー～」（2011年）脚本提供・演出・出演
- 案山子堂第１弾公演「ジハード家族」（2011年）出演
- はぶ談戯「みせられて」（2011年）出演
- 下北沢演劇祭参加作品MU「今夜だけ」（2012年）　出演
- 案山子堂「半分しか見えない」（2012年）出演
- 新宿コントレックス　VOL.5（2012年）出演
- オムニバスコントライブ「実弾生活１０」（2012年）出演
- 熱帯「フレネミーがころんだ」(2013年）出演
- アリープロデユース「千年マチコ」（2013年）出演
- 赤星STYLE「愛と休憩」（2011年）脚本提供
- 赤星まき女芸人修羅の道（2012年）出演・脚本提供
- 田無なおきち主催「田無インディーズドラゴンフェスティバル」（2012年）脚本提供
- 鶏頭「しじま・う」（2012年）脚本提供
- 関口愛美一人芝居「狙い」（2012年）脚本提供・演出担当
- カルメラ千日前HIGHCOLORS  『漢たちの結束』（2012年）脚本・演出
- 左右対称vol.1「4人で芝居2本立て（2014年）脚本提供
- 高木珠里ひとり芝居「シュウチャク」 （2015年）　脚本・演出
- サメノテ「悲喜もごもご」（2015年）脚本提供
- 順風女子「ツイタモチヨリココロモチ」 （2016年）脚本提供
- ごはん部「ごはんと祭」（2016年）出演
- 天下統一恋の乱　Love Ballad ～序章～[3]（2016年）脚本
- 「EXTRA　EXTRA」（2016年）脚本・演出
- 「KOYAMA SONIC 2016」（2016）演出・脚本提供
- 道産子漢倶楽部「漢達の輓曳競馬」（2017年）脚本・演出・出演
- 真夏の短編集「榊原さんは永遠に憂鬱なのかもしれない」（2017年）脚本提供
- みそじん第２回公演「いろいろなおんな」（2017年）出演
- みそじん番外公演「藁藁・餅・まめまめしい女」（2017年）脚本
- 私はそうは思わない!～けどそう思うって言う人がいるならそうなのかもね～」（2017年）共同脚本・演出・出演
- みそじん第3回公演「いろいろなおんなVolume2」（2018年）出演
- みそじん第4回公演「深情けシスターズ」（2019年）脚本・演出
- 五社プロダクション「スペシャリストたちの夜」（2020年）脚本・演出
- 本多劇場グループPRESENTS DISTANCE「齷齪とaccept」（2020年）演出
- 舞台TWiN PARADOX「SONG STORY Vol.1〜誕生日記念公演〜」（2021年）総合演出
- みそじん「黒星の女 episode X」(2021年)脚本・演出
- KOYAMA SONIC 2021(2021年)「餅」脚本演出・総合演出
- 三つ巴三すくみ三本立て2人芝居「道産子と越後人」(2021)年　「屋上にて」脚本演出・総合演出
- ≠ME ACT LIVE『おジャ魔女どれみドッカ～ン！』品川プリンスホテル ステラボール（2022年5月上演予定）演出
- 明後日HR #2「じりりた～おじさんとたまごの諸事情～」シアタートップス（2023年3月　主演：渡辺哲・酒井敏也/音楽：あがた森魚）作演出
- みそじん「黒星の女」吉祥寺シアター（2023年7月）
- バッドボーイズ佐田正樹ひとり芝居6「詰んだ男」作演出

### テレビドラマ
- オトナ女子（2015年）※脚本協力
- ワールドフールニュース2[5] （2017年）脚本
- こんなところに運命の人[6]（2018年）脚本
- 運命から始まる恋　-You　are　my　Destiny[7]（2019年）脚本
- エ・キ・ス・ト・ラ!!!（2019年）脚本
- 頭に来てもアホとは戦うな!（2019年）プロット協力　出演
- 福岡恋愛白書15 オフィシャルパートナードラマ『もうひとつの福岡恋愛白書』[8]（2020年）脚本
- テレビ演劇「サクセス荘2」（2020年）脚本
- 働かざる者たち（2020年）脚本[9]
- テレビ演劇「サクセス荘3」[10]　脚本
- 闇芝居九期（2021年）脚本
- ごほうびごはん（2021年）脚本
- Paravi「じゃない方の夜～恋は突然、生まれない」脚本
- Paraviオリジナル「チャンネル登録お願いします!」（ユーチューバーに娘はやらん！スピンオフ）脚本
- 恋なんて、本気でやってどうするの？チェインストーリー「恋マジのウラ撮っちゃってどうするの？」脚本
- ひかりTV「ドラマAKB48の歌集『大声ダイヤモンド』」脚本
- BS松竹東急「悪女のすべて」（3話・4話・7話・11話）脚本
- BSテレ東「イケメン共よ メシを喰え！」脚本
- Hulu「目の毒すぎる職場のふたり」脚本
- テレビ朝日「リエゾン -こどものこころ診療所-」（2023年）脚本（4話・6話）
- CBC「マクラコトバ」
- Hulu「それって〇〇〇じゃないですか？」脚本
- U-next「賭けからはじまるサヨナラの恋」脚本
- MBS「結婚予定日」脚本（5話・6話）
- テレビ東京「インターホンが鳴るとき」（2023年）脚本（3話・7話）
- 東海テレビ・フジテレビ「あたりのキッチン!」（2023年）脚本（6話・7話）
- フジテレビ「婚活1000本ノック」（2024年）脚本（1話・3話・7話・8話・最終話）
- テレビ大阪「買われた男」（2024年）脚本（3話・9話）
- 関西テレビ「社内処刑人〜彼女は敵を消していく〜」（2024年）脚本（1話・2話・5話・最終話）
- 読売テレビ「あらばしり」（2025年）脚本
- 日本テレビ「アンサンブル」（2025年）脚本
- フジテレビ「おとなりコンプレックス」（2025年）脚本（1話 - 4話・8話）
- MBS「世界で一番早い春」（2025年）脚本

### その他
- ラブリサーチ（コラム）
- 東映アニメーションイベント事業部　配信朗読劇「きっかけは一皿」